# Sérénade KV 375
La Sérénade no 11 pour vents en mi bémol majeur KV 375 est une œuvre de Wolfgang Amadeus Mozart composée à Vienne le 15 octobre 1781 pour la fête de Sainte Thérèse sous forme d'un sextuor à vent. En juillet 1782, Mozart a ajouté 2 parties de hautbois.
En 1781, Mozart alors à Vienne tente d'obtenir les faveurs de l'empereur en passant par le chambellan de la cour, M. Von Strack.

« Je l'avais écrite pour la Sainte Thérèse, pour la belle-sœur de M. Von Hickl, le peintre de la cour. Mais la raison essentielle pour laquelle je l'ai composée, c'est que je voulais faire entendre quelque chose de moi à M. Von Strack. Aussi l'ai je écrite un peu judicieusement. Elle a eu un plein succès... »

— Mozart , lettre 

## Instrumentation
| Instrumentation de la Sérénade no 11 en mi bémol majeur                 |
| Bois                                                                    |
| 2 clarinettes en si bémol 2 bassons, 2 hautbois dans la version révisée |
| Cuivres                                                                 |
| 2 cors en mi bémol                                                      |

## Structure
La sérénade est composée de 5 mouvements:
1. Allegro maestoso, en mi bémol majeur, à , 238 mesures, 2 sections répétées 2 fois (mesures 1 à 92, mesures 93 à 216)
2. Menuetto, en mi bémol majeur, à 
, avec un Trio en do mineur, 28+45 mesures
3. Adagio, en mi bémol majeur, à , 89 mesures
4. Menuetto, en mi bémol majeur, Trio en la bémol majeur, à 
, 33 + 16 mesures
5. Allegro, en mi bémol majeur, à 
, 210 mesures, sections répétées 2 fois : mesures 1 à 8, mesures 9 à 16

- Durée de l'interprétation : environ 23 minutes.

## Discographie sélective
- Sérénades K. 375 & K. 388, avec l'ensemble à vent français Bordeaux-Aquitaine, Michel Arrignon (direction musicale, 1ère clarinette), (Forlane UCD16619, 1990).